# 長法寺 (大阪市)

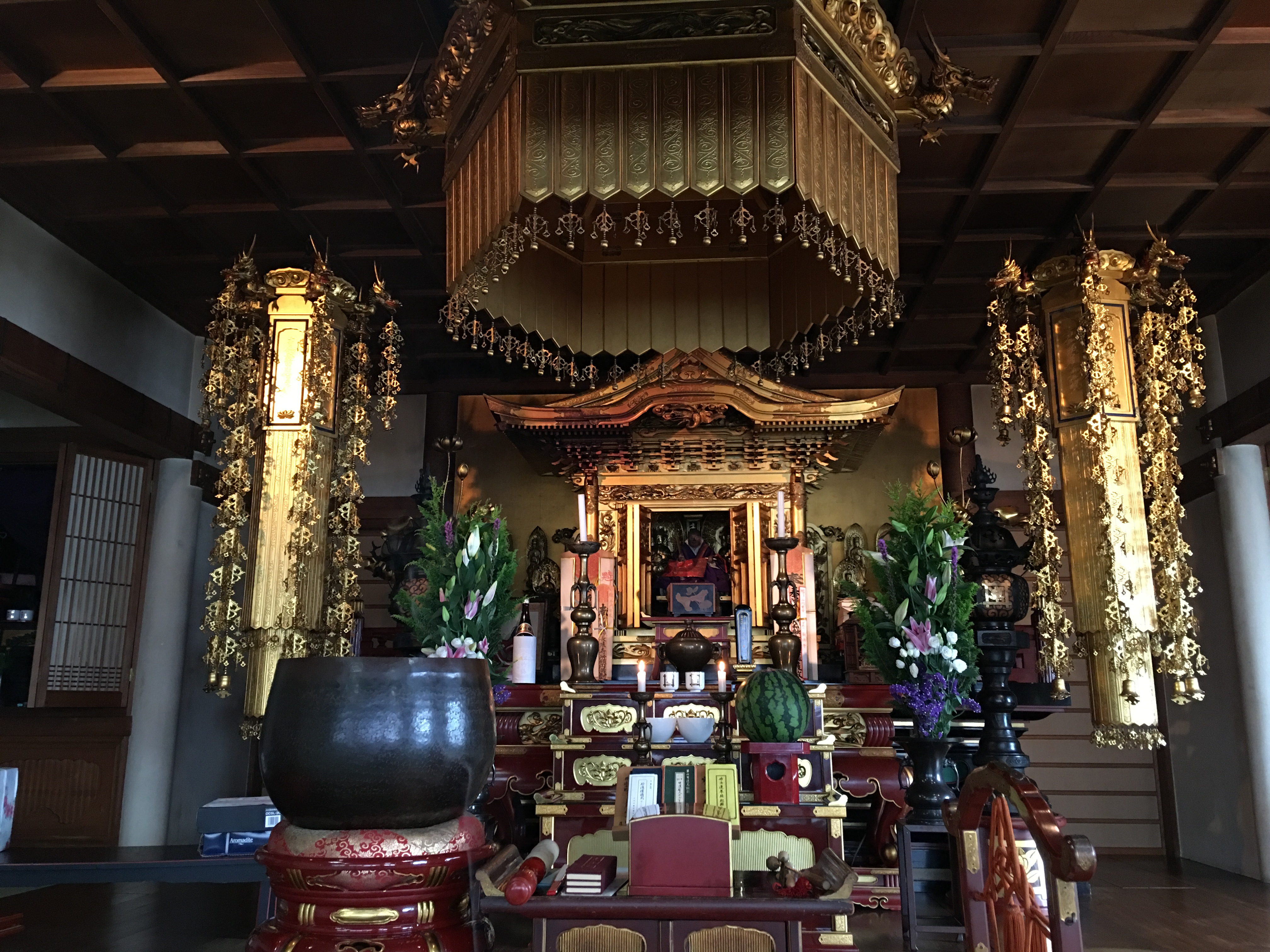
長法寺本堂

長法寺（ちょうほうじ）は、大阪府大阪市住之江区安立にある日蓮宗の寺院。山号は実教山。旧本山は身延山久遠寺(身延門流)、堺法縁。能勢の妙見菩薩が分祀され能勢妙見宮の出開帳寺院として安立の妙見さんと呼ばれる。

## 歴史
寛永年間（1624年 - 1645年）に現在の神奈川県小田原市から山号寺号を現在地の住之江区安立（当時は住吉村）に移し金龍院日能を開山に創建された。

## 境内
- 本堂

## 歴代
- 金龍院日能